# Тодор Минков (Лозенград)
Вижте пояснителната страница за други личности с името Тодор Минков.
Тодор Минков е български просветен деец, дългогодишен главен учител на българското класно училище в Лозенград.

## Биография
Минков е роден около 1895 година в Лозенград, тогава в Османската империя, днес Къркларели, Турция. В 1912 година завършва Одринската българска гимназия „Д-р Петър Берон“. Работи като първоначален и класен учител в града. От 1926 и от 1931 година е главен учител. Убит от турските власти.